# Johann Karl Burckhardt
Johann Karl Burckhardt, född 30 april 1773 i Leipzig, Tyskland, död 22 juni 1822 i Paris, Frankrike, var en fransk astronom av tysk börd. Han blev direktör för observatoriet vid École militaire i Paris 1807. Hans huvudarbete är Tables de la lune (1812), som länge var i bruk och är särskilt ihågkommen för sitt arbete inom grundläggande astronomi, och för sin månteori, som var i utbredd användning för byggandet av navigationsefemerider av månen under stora delar av första hälften av 1800-talet.

## Biografi
Burckhardt studerade matematik och astronomi vid universitetet i Leipzig. Senare blev han assistent vid Gothaobservatoriet och studerade under Franz Xaver von Zach. På von Zachs rekommendation övergick han till observatoriet för École militaire i Paris, där handledd av Jérôme Lalande. Han utsågs till astronomrepresentant vid Bureau des Longitudes och fick franskt medborgarskap 1799. År 1804 valdes han in i L'Institut National des Sciences et des Arts. Efter Lalandes död 1807 blev Burckhardt chef för observatoriet vid École militaire och valdes till utländsk hedersledamot vid American Academy of Arts and Sciences 1822.

### Vetenskapligt arbete
Burckhardt utförde omfattande studier på kometers banor och hans studie av en komet från 1770 hade från början gett honom ett professionellt rykte. 
År 1812 publicerade han en förbättrad månteori, efter den som lagts fram av Pierre-Simon Laplaces. Burckhardts måntabeller verkar ha varit de första som baserades på en minsta kvadratanpassning av koefficienterna för utvalda månobservationer, varav ca 4 000 användes; och en kommitté av presidiet des Longitudes (bestående Laplace, Delambre, Bouvard, Arago and Poisson) drog efter en tidig form av kvadratanalys slutsatsen att Burckhardts tabeller var en förbättring av de som presenterats av på Bürg. Följaktligen åtnjöt de för några årtionden ett betydande anseende som de mest exakta, som var tillgängliga. De användes officiellt för att beräkna månepoken i Nautiska Almanackan från 1821 till 1861 (men de ersattes delvis, från och med 1856, för att beräkna månens horisontella parallax, med förbättrade tabeller utgivna av J C Adams). Burckhardts tabeller byttes slutligen ut helt, för utgivningen av Nautiska Almanackan för 1862 och därefter, med nya beräkningar baserade på P A Hansens mer omfattande lunarteori.

### Namngivning
Kratern Burckhardt på månen är uppkallad efter honom.